# Eroi all'inferno
Eroi all’inferno è un film del 1973 diretto da Michael Wotruba (alias Aristide Massaccesi).

## Trama
Un manipolo di soldati, reclutati tra individui poco raccomandabili, si comporta eroicamente durante un'azione di guerra: molti di loro perdono la vita.

## Produzione
Alcune scene del film furono girate a Palazzo Patrizi a Bracciano (Roma), castello Rocca Pia (Tivoli), Teatri Elios Roma.
Nel film furono aggiunte vere sequenze in bianco e nero della II guerra mondiale contenenti scontri aerei, battaglie e bombardamenti a terra e di vari piloti, e una brevissima sequenza di pochi secondi di Adolf Hitler.